# Quo Vadis (1951)
Quo Vadis (bra: Quo Vadis?) é um filme épico estadunidense de 1951, do gênero drama, dirigido por Mervyn LeRoy. O roteiro foi escrito por S.N. Behrman, Sonya Levien e John Lee Mahin, baseado em livro de Henryk Sienkiewicz e ambientado na Roma Antiga.

## Sinopse
Após três anos em campanha, o general Marcus Vinicius retorna a Roma e encontra Lygia, por quem se apaixona. Ela é uma cristã e não quer nenhum envolvimento com um guerreiro. Mas, apesar de ter sido criada como romana, Lygia é a filha adotiva de um general aposentado e, teoricamente, uma refém de Roma. Marcus procura o imperador Nero, para que ela lhe seja dada pelos serviços que ele fez. Lygia se ressente, mas de alguma forma se apaixona por Marcus. Enquanto isso, as atrocidades de Nero são cada vez mais ultrajantes e, quando ele queima Roma e culpa os cristãos, Marcus salva Lygia e a família dela. Nero os atira aos leões mas, no final, Marcus, Lygia e o cristianismo prevalecerão.
Na filmagem da obra de Sienkiewicz, foram utilizados cerca de 32 mil figurinos e milhares de figurantes, dentre eles os então desconhecidos Bud Spencer, Sophia Loren (então com 17 anos) e Elizabeth Taylor.

### A cena da arena

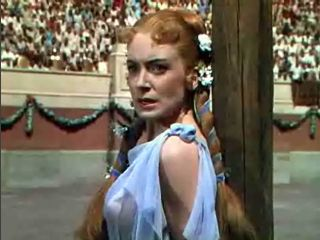
Deborah Kerr (Lígia) na cena da arena

Esta produção estadunidense de Quo Vadis foi a única a não respeitar o romance, no tocante à cena em que Ursus enfrenta o touro na arena do circo de Roma. Na obra de Sienkiewicz, a amada de Vinícius é amarrada ao corpo do animal, completamente despida. Para defendê-la, Ursus teria que lutar com o touro mas, ao fazê-lo, colocaria em risco a integridade física de sua protegida, o que tornava sua tarefa extremamente difícil. Aliás, era essa a intenção de Popeia ao planejar o cruel espetáculo.
Todas as demais versões cinematográficas respeitaram esse detalhe (salvo quanto à nudez da personagem, que nem mesmo a versão de 2001, ousou adotar), menos a de Mervyn LeRoy, que preferiu colocar Lígia (convenientemente trajada) atada a um tronco fincado na arena, assistindo Ursus enfrentar o touro.

## Elenco
- Robert Taylor.... Marcus Vinícius
- Deborah Kerr.... Lígia
- Leo Genn.... Petrônio
- Peter Ustinov.... Nero
- Patricia Laffan.... Popeia
- Finlay Currie.... Pedro
- Abraham Sofaer.... Paulo
- Marina Berti.... Eunice
- Buddy Baer.... Ursus
- Felix Aylmer.... Aulo Pláucio
- Nora Swinburne.... Pompônia
- Ralph Truman.... Tigelino
- Norman Wooland.... Nerva
- Sophia Loren.... escrava de Lígia
- Elizabeth Taylor.... cristã prisioneira na arena
- Walter Pidgeon.... narrador (voz)
- Carlo Vicente Pedersoli(Bud Spencer)....Guarda Romano

## Principais prêmios e indicações
Oscar 1952 (EUA)
- Indicado nas categorias de melhor filme, melhor fotografia colorida, melhor figurino colorido, melhor ator coadjuvante (Leo Genn e Peter Ustinov), melhor direção de arte colorida, melhor montagem e melhor trilha sonora original de filme dramático ou comédia.

Globo de Ouro 1952 (EUA)
- Venceu nas categorias de melhor ator coadjuvante (Peter Ustinov) e melhor fotografia colorida.
- Indicado na categoria de melhor filme - drama.

## Origem da expressão
A expressão Quo Vadis aparece em uma obra do século II, que se chama Atos de Pedro  Nesta obra, semelhante à novelas helenísticas, muito populares nos primeiros séculos do Império Romano, se encontra esta expressão que é dirigida por Jesus a Pedro que por exortação de seus irmãos, devido ao medo da perseguição de Nero, tentava fugir:
Pedro se deixou persuadir pelos irmãos e se dispôs a ir embora sozinho, dizendo:
– Que ninguém venha comigo. Vou sozinho depois de trocar de roupa.
Ele, porém, ao sair pela porta, viu o Senhor, que entrava em Roma. Ao vê-lo, disse:
– Aonde vais, Senhor?(Quo Vadis, Domine?)
Este lhe respondeu:
– Entro em Roma para ser crucificado.
Pedro replicou:
– Senhor, ser crucificado de novo?
Ele respondeu: – Sim, Pedro, para novamente ser crucificado.
Pedro, quebrantado em seu interior, após ver o Senhor que subia ao céu, retornou para Roma
É utilizada uma cena reformada como base para este filme.